# Peromyscus merriami
Peromyscus merriami — вид гризунів із родини Cricetidae, поширений у Мексиці та Аризоні в США.